# Yōichi Katō
Yōichi Katō (加藤 陽?, Katō Yōichi; Ōita, 12 agosto 1976) è un allenatore di pallavolo ed ex pallavolista giapponese.
Giocava nel ruolo di schiacciatore. Allena le PFU BlueCats Kahoku.

## Carriera

### Giocatore
La carriera di Yōichi Katō inizia nei tornei scolastici giapponesi nel 1993 con la squadra dell'Ōita Industrial High School. Nel 1996 passa alla Tsukuba Daigaku: l'anno successivo è già nel giro della nazionale giapponese.
Nel 1999 fa il suo esordio nel campionato giapponese con la casacca dei Toray Arrows. Nel 2002, dopo una serie di brutti risultati con la nazionale, inizia a sentire la differenza con le altre squadre del resto del mondo, decidendo quindi di trasferirsi in Italia per giocare nel Treviso, divenendo il secondo giapponese della storia (dopo Masayoshi Manabe) a giocare nella massima serie italiana. Dopo aver vinto un campionato italiano, una Coppa CEV e dopo esser stato convocato per l'All Star Game, si trasferisce in Grecia, al PAOK, salvo poi, a metà stagione, passare all'Arago de Sète.
Ritorna in Italia nel 2004, ingaggiato dal Perugia, con cui disputa una stagione abbastanza deludente, relegato molto spesso in panchina. Nella stagione successiva ritorna in patria, acquistato dai JT Thunders. Nel 2009 passa al Tsukuba SunGAIA, con cui chiuderà la sua carriera da giocatore nel 2014.

### Allenatore
Durante gli ultimi anni da professionista inizia a fare l'assistente allenatore nel club in cui giocava, il Tsukuba SunGAIA. Nel 2014 diventa l'assistente allenatore di Kumi Nakada delle Hisamitsu Springs. Nel 2016 diventa l'assistente allenatore delle PFU BlueCats.
Dal 2018 viene promosso ad allenatore delle PFU BlueCats.

## Palmarès

### Club
- Campionato italiano: 1

2002-03
- Coppa CEV: 1

2002-03

### Premi individuali
- 2000 - V.League giapponese: Miglior esordiente
- 2000 - V.League giapponese: Miglior spirito combattivo
- 2002 - V.League giapponese: Miglior sestetto
- 2002 - Torneo Kurowashiki: Miglior sestetto
- 2012 - V.Challenge League I: MVP
- 2014 - V.Premier League giapponese: Premio alla carriera